# Jordi Trias
Jordi Trias Feliu (Gerona, 5 de noviembre de 1980) es un exjugador de baloncesto español, que se retiró en el verano de 2019 tras veinte temporadas como profesional. Con 2,06 metros de estatura, jugaba en la posición de ala-pívot.

## Trayectoria

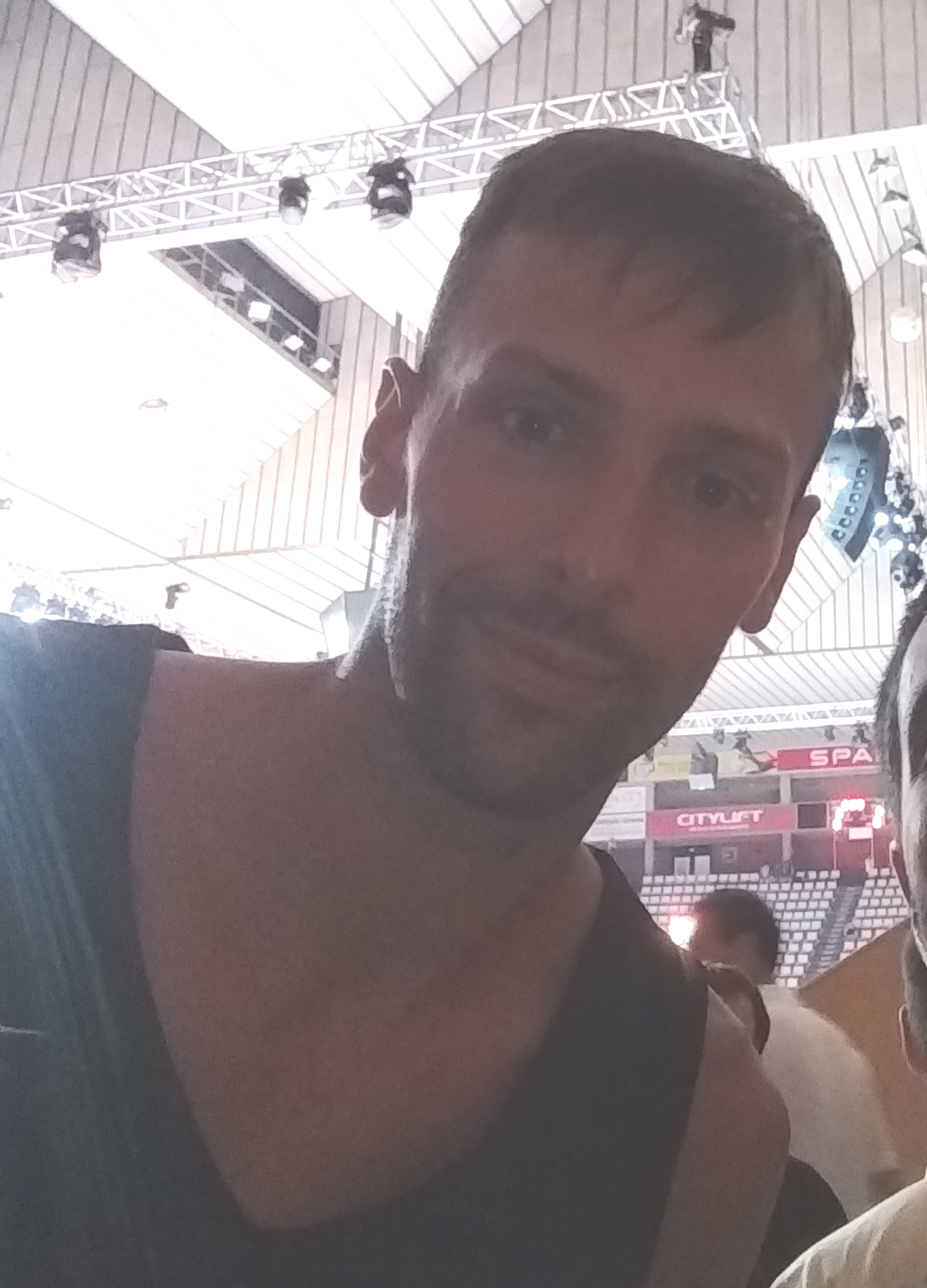
Jordi Trias en julio de 2018.

Formado en las categorías inferiores del Club Bàsquet Girona, fichó por el F.C. Barcelona a principios de la temporada 2004-2005. A mitad de temporada, sin embargo, fue cedido de nuevo a su ex club, el Casademont Girona, para poder jugar más minutos. A principios de la temporada 2005-06 se ganó una plaza en el primer equipo del F.C. Barcelona gracias a la confianza depositada por el nuevo entrenador Duško Ivanović. 
En la temporada 2006/07 consiguió el título de Copa del Rey con su equipo, el F.C. Barcelona, convirtiéndose en el MVP del torneo.
En el verano de  2010 cerró su ciclo con el F.C. Barcelona, el club donde jugó desde 2004-2005. Fichó para la siguiente temporada por el DKV Joventut.
En verano de 2013 firmó con el River Andorra de la LEB Oro, ganó la liga 2013-14, ascendió a la Liga ACB y fue nombrado MVP de la LEB Oro. Ese año ganó también la Copa Princesa de Asturias y fue nombrado MVP.
Después de dos años en Andorra, en septiembre de 2015 fichó por el Valencia Basket por una temporada.
En 2016 se unió de nuevo al Barça, para jugar en el filial de la LEB Oro.
En verano de 2017 firmó por el Bàsquet Manresa también de la Liga LEB Oro, y la temporada 2017-18 lo ayudó a regresar a la ACB. 
En 2018 decidió no renovar con el Manresa y comenzó a entrenar con el Bàsquet Girona, de LEB Plata, equipo con el que debutó y que con el que fichó en noviembre. Al término de la temporada fue nombrado MVP de la LEB Plata.
En octubre de 2019, tras veinte años como profesional, anunció su retirada del baloncesto.

### Selección nacional
Ha sido internacional con la selección española B, con la que disputó los Juegos Mediterráneos de 2005 en Almería, donde obtuvieron la medalla de bronce.
Luego fue seleccionado por Pepu Hernández en la preselección para el equipo que representaría a España en el Mundial de Japón 2006, en el que finalmente se impondrían, pero fue descartado antes de empezar los amistosos de preparación.
Finalmente, debutó con la selección absoluta en agosto de 2007, en un Torneo Amistoso, llamado Gira 2007, en el que disputó ocho encuentros.

## Logros y reconocimientos
- Juegos Mediterráneos (2005)
- Euroliga (2010)
- Liga ACB (2009)
- 2x Copa del Rey (2007, 2010)
- 2x Supercopa de España (2004, 2009)
- 2x Liga catalana de baloncesto (2004, 2009)
- MVP Copa del Rey (2007)
- Copa Princesa de Asturias (2014)
- MVP Copa Princesa de Asturias (2014)
- LEB Oro (2013-14)
- MVP LEB Oro (2013-14)
- MVP LEB Plata (2018-19)